# Pirate Islands
Pirate Islands là một bộ phim truyền hình dành cho thanh thiếu niên do Australia sản xuất và từng được phát sóng trên Network Ten vào năm 2003. Bộ phim là câu chuyện giả tưởng về các cô cậu tuổi mới lớn lạc tới đảo Hải Tặc, tại đây họ phải đối đầu với các tên cướp biển hung ác cùng những cuộc phiêu lưu hết sức kỳ thú. Tại Việt Nam, bộ phim được phát sóng trên VTC9 - Let's Viet từ tháng 8 - 9 năm 2009).

## Tóm tắt nội dung
Ba anh chị em là Kate, Sarah, và Nicholas tình cờ bị hút vào một trò chơi trên máy tính có tên là "Pirate Island". Tại đây, họ gặp Blackheart Captain hung dữ, ác độc, luôn tìm cách tiêu diệt những người khác trên đảo. Trên đảo này, họ gặp những người khác có cùng chung kẻ thù. Họ cố tìm ra các manh mối để thoát khỏi trò chơi này. Belle, một bông hoa sinh giao tiếp bằng cách leng keng, có lẽ là thông minh hơn bất cứ ai khác trong truyện. Cuối cùng, Kate trở về nhà, nhưng không quên hứa với Mars rằng cô ấy sẽ trở lại.

## Manh mối dẫn đến tượng vàng
Trong khi Kate, Sarah và Nicholas đang ở trong "Pirate Islands". Họ phải tìm thấy 'Golden Idol' Tượng Vàng để có thể về nhà. Chính vì vậy họ phải đi theo các manh mối sau.
- Chìa Khóa Xương - Mở được mọi cánh cửa.
- Bánh Xe Gỗ - Mở cánh cửa bí mật phía sau thác nước.
- Quả Trứng Vàng - Bên trong chứa Kim Cương.
- Kim Cương - Dùng để tạo bản đồ 3 chiều
- Bản Đồ Ba Chiều - Dẫn đường đến Đảo Bí Ẩn.
- Đảo Bí Ẩn - Nơi có thể tìm thấy tượng vàng.

### Power-Ups
Hai Power-Ups được ẩn giấu trong 'Pirate Islands' để cho các đứa trẻ tìm thấy.
- Jetpack - Có khả năng bay.
- Đôi Ủng Ma Thuật - Có khả năng đi trên nước.

### Các hòn đảo
- Đảo Mồ Côi - Là hòn đảo nơi các trẻ em bị bở rơi sống, Mars và Carmen.
- Đảo Ma Ám - Nơi mà 'Hồn ma của thuyền trưởng Quade' sống.
- Đảo Thực Vật - Nơi mà hầu hết các cây đều biết nói và Sarah tìm Bell.
- Đảo Trung tâm - Nơi có bãi biển và nhà cây.
- Đảo Bí Ẩn - Nơi tìm thấy Tượng Vàng.

## Diễn viên
- Brooke Harman trong vai Kate Redding
- Eliza Taylor-Cotter trong vai Sarah Redding
- Nicholas Donaldson trong vai Nicholas Redding
- Oliver Ackland trong vai Mars
- Colin Moody trong vai Captain Blackheart
- Darcy Bonser trong vai Perry
- Lucia Smyrk trong vai Carmen
- Madeleine Jay trong vai Lizard